# Gyimesi Tivadar
Gyimesi Tivadar névvariáns: Gyimessy Tivadar (Annavölgy, 1927. december 19. – 1991.) magyar színész.

## Életpályája
1950-ben kapott színészi diplomát a Színház- és Filmművészeti Főiskolán, és abban az évben a Pécsi Nemzeti Színháznál indult pályája. 1957-től az Állami Déryné Színházhoz szerződött. Az 1959-től a debreceni Csokonai Színházban játszott. 1960-ban a Békés Megyei Jókai Színház művésze lett. Fellépett a Nemzeti Színházban és az Irodalmi Színpadon is. 1967-től a Thália Színház (később az Arizona  Színház) színművésze volt. Rendezőasszisztensként is több színházi produkcióban részt vett.

## Színházi szerepeiből
- William Shakespeare: Rómeó és Júlia... Benvolio
- William Shakespeare: Lóvátett lovagok.. Egy úr
- Giovanni Boccaccio: Dekameron... Szereplő
- Euripidész: Médeia... Hírnök
- Lev Nyikolajevics Tolsztoj. Háború és béke... I. francia tiszt
- Lope de Vega: A magyarországi fenevad... Polgármester
- Mark Twain: Tom úrfi kalandjai... Robinson doktor
- Ernest Hemingway: Akiért a harang szólt... Anarchista
- Roger Martin du Gard: A Thibault család... Csendőr
- J. B. Priestley: Váratlan vendég... Eric
- Petőfi Sándor: Tigris és hiéna... Tivadar
- Jókai Mór: Fekete gyémántok... Szaffrán Péter
- Bródy Sándor: A dada... Boltos legény
- Karinthy Frigyes: Martinovics... Sansculott
- Darvas József: Zrínyi... Báthory Endre
- Dobozy Imre: Szélvihar... Csendes főhadnagy
- Szép asszonyok, egy gazdag házban (Csing, Ping, Mej)... Mandarin
- Fedor Ágnes – Szilágyi György – Rátonyi Róbert: Miss Arizona... Herbert Mayer
- Gáspár Margit: Hamletnek nincs igaza... Sümegi Nagy Béla
- Selmeczi Elek: Örvény... Miklós
- Békés Pál: Egy kis térzene... Tűzoltó
- Metta Victoria Victor – Kaposy Miklós – Mikó István: Egy komisz kölök naplója... Vöröshajú
- Eisemann Mihály: Bástya sétány 77... Török István
- Ábrahám Pál: Bál a Savoyban... Celestin

## Önálló est
- Elmondom hát mindenkinek (közreműködött: Korompai Vali és Mosóczi Miklós gitárművész)[2]

## Filmes és televíziós szerepei
- Princ, a katona (sorozat)

- Eger ostroma című rész 1966)
- A százegyedik szenátor (1967)
- A Hamis Izabella (1968)... Nyomozó
- Hazai pálya (1969)
- Egy óra múlva itt vagyok (sorozat)

- A Mephiszto akció című rész (1975)... Reiner
- A kelepce akció című rész (1975)... Reiner
- Szökevények című rész (1975)... Reiner
- Megtörtént bűnügyek (sorozat)

- Száraz Martini című rész (1974)... Gedő
- A négy levelűlóhere című rész (1974)... Gedő
- Gyilkosság Budán című rész (1974)... Gedő
- A müncheni férfi című rész (1976)... Gedő
- Iskolatársak voltak című rész (1978)... Gedő
- A kiskirály című rész (1980)... Gedő
- Rutinmunka (1986)... Rendőrorvos
- Vadászat